# Sołectwo
Sołectwo  [sɔˈwɛt͡stfɔ] (ajutor·info) este o unitate administrativă auxiliară a comunei rurale și urbane în Polonia. De regulă cuprinde unul sau mai multe sate, însă satele mai mari pot fi împărțite în mai multe sołectwo-uri. Echivalentul sołectwo-urilor pentru comunele urbane sunt cartierele. În Polonia există 40.348 de sołectwo-uri.
Cuvântul sołectwo are genul neutru în limba poloneză și este declinat în limba română folosind sufixurile acestui gen și o cratimă.